# Première circonscription de Damot Gale
La première circonscription de Damot Gale est une des 121 circonscriptions législatives de l'État fédéré des nations, nationalités et peuples du Sud, elle se situe dans la Zone Wolaita. Son représentant actuel est Amanuel Abrham Babanto.